# Вернон Добчеф
Вернон Александр Добчеф (енгл. Vernon Alexandre Dobtcheff; Ним, 14. август 1934), је француско енглески глумац руског порекла. Најпознатији је по улогама на телевизији и у филму, а играо је и у позоришним представама.
Познат је првенствено по улогама у филмовима попут Операција Шакал (1973), Убиство у Оријент експресу (1974), Шпијун који ме је волео (1977), Име руже (1986), Индијана Џоунс и последњи крсташки поход (1989), Потрага (2001), Непроцењиво (2006), те серији Вештац (2021), поред многих остварења.